# Półgrosz

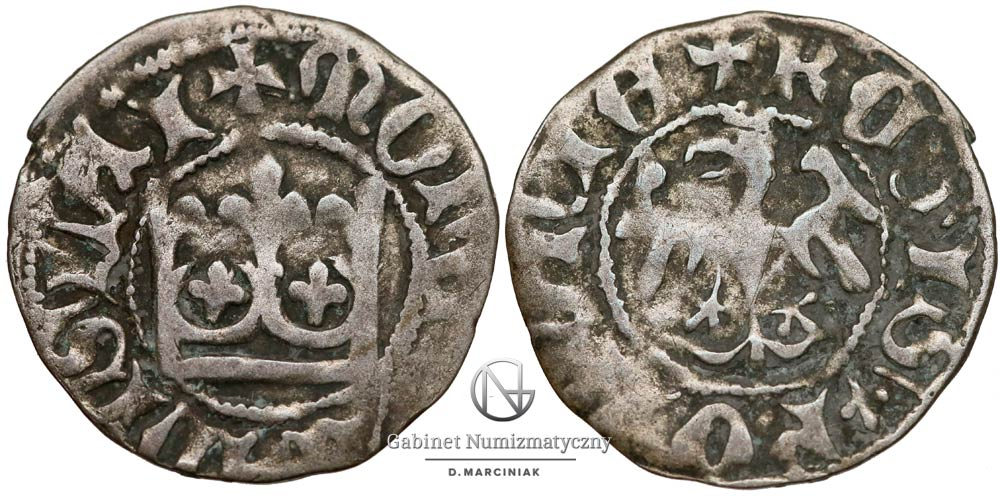
Półgrosz Władysława II Jagiełły

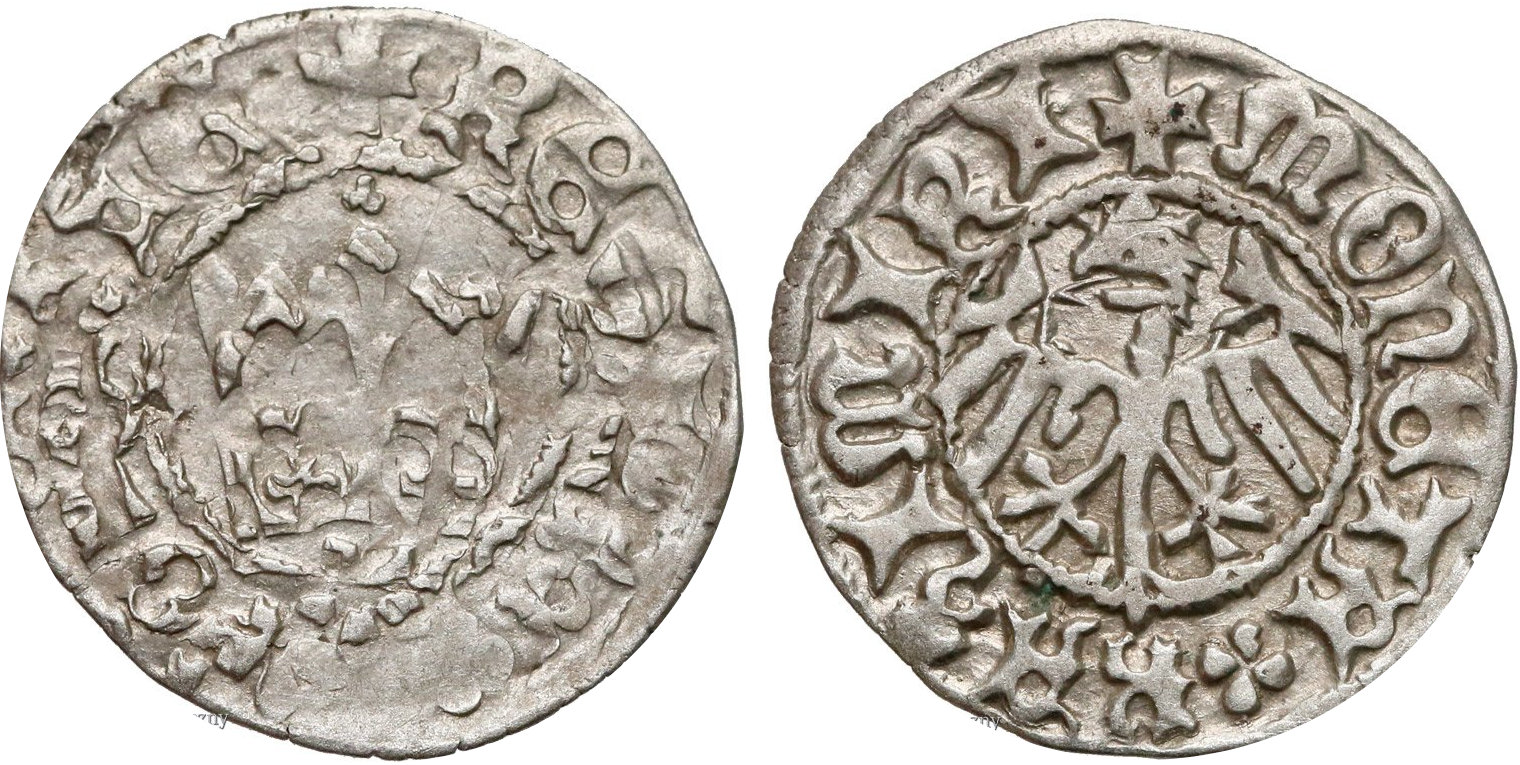
Półgrosz Kazimierza Jagiellończyka

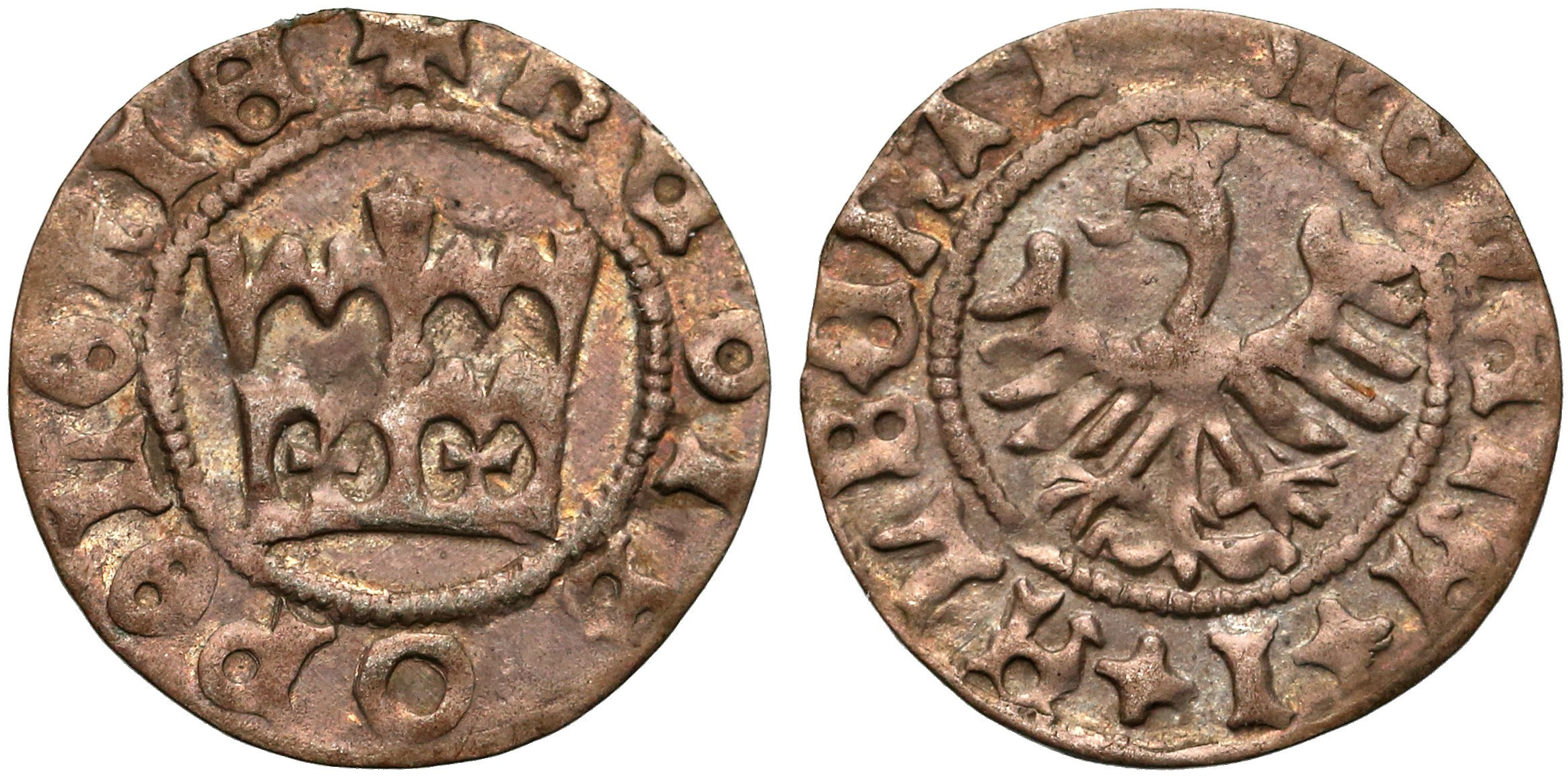
Półgrosz Jana Olbrachta

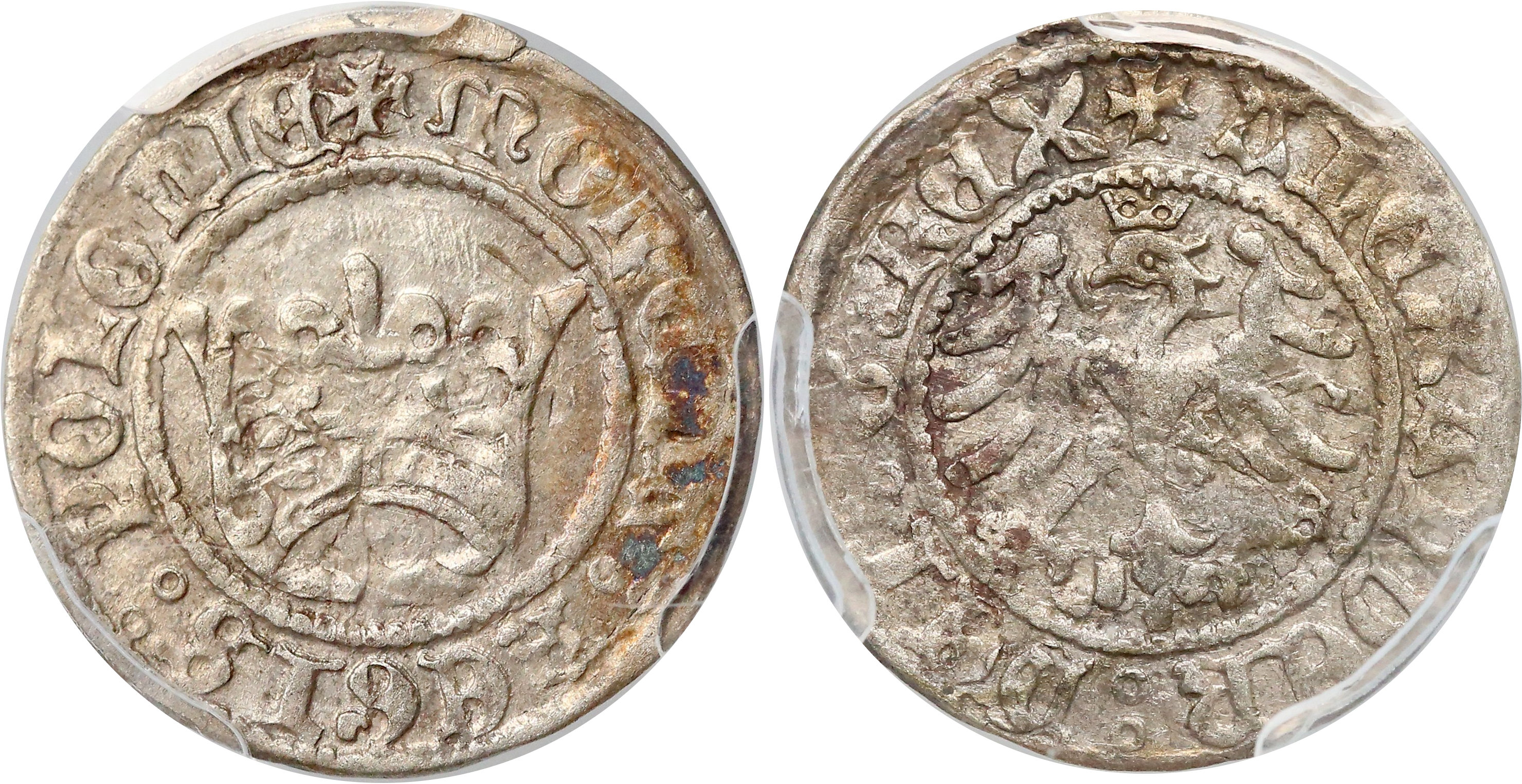
Półgrosz Aleksandra Jagiellończyka

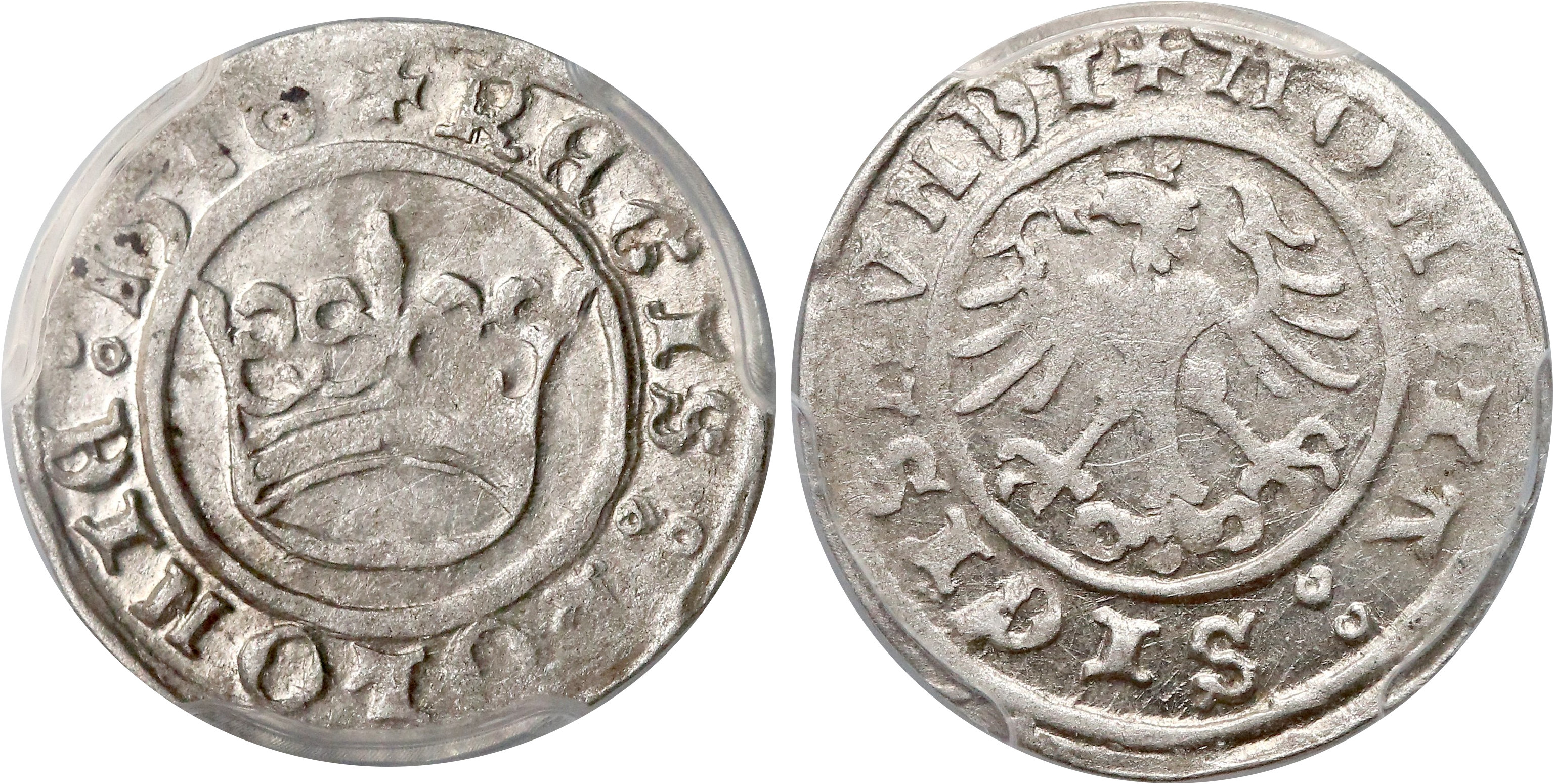
Półgrosz Zygmunta Starego (1510)

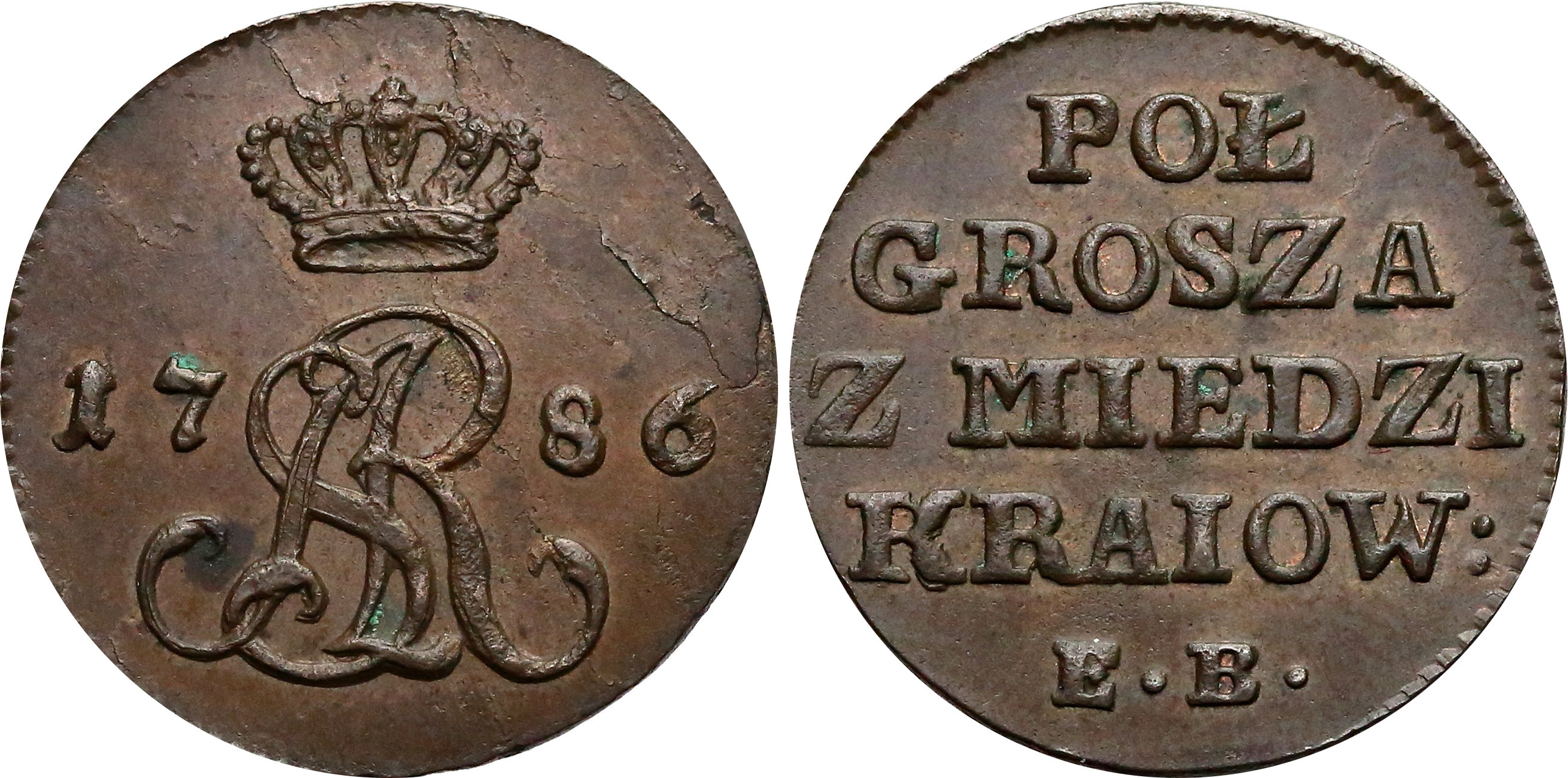
Półgrosz stanisławowski (1786)

Półgrosz – srebrna moneta bita w Polsce, na Litwie i na Śląsku od XIV do XVI w. (równa ½ grosza), wprowadzona przez Władysława Jagiełłę w wyniku cyklu reform z lat 1393–1398.
Początki półgrosza związane są z wenecką monetą mezzanino powstałą w pierwszej połowie XIV w. do handlu z Zachodem. Wymyślono ją tak, aby przez odpowiednią wielkość, nie mogła być zagrożona obrzynaniem.
Na ziemiach polskich duża popularność kwartnika śląskiego świadczyła o istotnym zapotrzebowaniu na ten gatunek pieniądza, który przypadkowo był bardzo bliski metrologicznie połowie grosza.
Zaskakująca kariera półgrosza na ziemiach polskich doprowadziła do tego, że od reformy Władysława II Jagiełły, do wielkiej reformy Zygmunta I Starego, półgrosz stanowił podstawę systemu monetarnego, pełniąc funkcję jednostki „grubej”. Chociaż nazwę półgrosza używa się czasami nieprawidłowo w odniesieniu do kwartników Kazimierza III Wielkiego, to pierwszą w dziejach polskich emisję przeprowadzono w okresie panowania Władysława II Jagiełły – pojawiły się wtedy półgrosze:
- kwartniki duże koronne w 1394 r. oraz
- kwartniki ruskie w 1404 r.

Następnych emisji półgroszy dokonywano za czasów:
- Kazimierza Jagiellończyka (1456–1492),
- Jana Olbrachta (1492–1501),
- Aleksandra Jagiellończyka (1502–1506).

W 1526 r. w wyniku reformy monetarnej Zygmunt I Stary oparł obrót pieniądza na groszu, walcząc w ten sposób przede wszystkim z napływającym na terytorium swojego państwa półgroszem świdnickim oraz licznymi fałszerstwami. Po reformie półgrosz miał masę 1,03 grama srebra próby 375.
Od tego momentu półgrosze pojawiały się głównie na Litwie, gdzie nadal stanowiły podstawowy gatunek monety. Ostatnia duża emisja miała miejsce za Zygmunta II Augusta (1,25 grama srebra próby 375).
Za Stefana Batorego produkcję uruchamiano tylko sporadycznie (0,95 grama srebra próby 359). W tym czasie nastąpiła deprecjacja półgrosza pod względem wartości do rzędu drobnych. Po 1580 r. zrezygnowano z emisji półgroszy na rzecz szeląga.
Po blisko 200 latach przerwy półgrosz powrócił w czasie reformy monetarnej z 1766 r., w początkowym okresie panowania Stanisława Augusta Poniatowskiego – w postaci miedzianej o masie 1,95 grama – pełniąc wyłącznie funkcje zdawkowe.
Ostatnią emisją półgrosza na ziemiach polskich, również w formie miedzianej, były zaborcze monety z lat 1796–1797 wybite przez Prusaków dla Prus Południowych, identyczne metrologicznie z emisjami z czasów stanisławowskich.
W 1810 r. Księstwo Warszawskie zaordynowało półgroszówki, ale do ich emisji ostatecznie nigdy nie doszło.